# Železniška postaja Podvelka
Železniška postaja Podvelka je ena izmed železniških postaj v Sloveniji, ki oskrbuje bližnje naselje Podvelka.

## Postajališča
| Predhodna postaja/postajališče | Slovenske železnice | Slovenske železnice                         | Slovenske železnice | Naslednja postaja/postajališče |
| ------------------------------ | ------------------- | ------------------------------------------- | ------------------- | ------------------------------ |
| Ožbalt                         |                     | Slovenske železnice Maribor - Prevalje d.m. |                     | Vuhred elektrarna              |